# 大众路
大众路，安徽省合肥市东部城区的南北向干道，原是连接大兴镇至众兴乡的公路，故名大众路。道路北起梅冲湖路，联通东部城区的大部分主干道后，南至龙栖地湿地公园北侧的清华路。沿路有安徽中医药大学少荃湖新校区、合肥经济学院、合肥市第九中学新校区、安徽粮食工程职业学院、合肥市经贸旅游学校、合肥职业技术学院汇心湖校区、包公小学、合肥大兴塔陵园、肥东县宝翠园小学、合肥市第四十五中学宝翠园分校等。

## 轨道交通
- █ 2号线：三十埠站
- █ 3号线：职教城东站
- █ 6号线：伏龙站
- █ 9号线（规划）